# Ronaldo Senfft
Ronaldo Camargo Ribeiro Senfft, né le 12 juillet 1954, est un skipper brésilien.

## Biographie
Pour sa seule participation aux Jeux olympiques, en 1984 à Los Angeles, il obtient la médaille d'argent en Soling, avec ses deux coéquipiers Torben Grael et Daniel Adler. 

## Palmarès
- Jeux olympiques
  - 1984 :  Médaille d'argent en Soling
- Jeux panaméricains
  - 1983 :  Médaille d'or en Soling
  - 1987 :  Médaille de bronze en Soling